# باستر سميث
باستر سميث (بالإنجليزية: Buster Smith)‏ هو عازف جاز وكاتب أغاني أمريكي، ولد في 24 أغسطس 1904 في Alsdorf ‏ في الولايات المتحدة، وتوفي في 10 أغسطس 1991 في دالاس في الولايات المتحدة.

## وصلات خارجية
- باستر سميث على موقع IMDb (الإنجليزية)
- باستر سميث على موقع ميوزك برينز (الإنجليزية)
- باستر سميث على موقع أول ميوزيك (الإنجليزية)
- باستر سميث على موقع ديسكوغز (الإنجليزية)